# Assemblée législative de l'Île-du-Prince-Édouard
Pour les articles homonymes, voir Assemblée législative.
67e Assemblée générale
de l'Île-du-Prince-Édouard
Province House
L'Assemblée législative de l'Île-du-Prince-Édouard (en anglais : Legislative Assembly of Prince Edward Island) est l'unique chambre de l'Assemblée générale de la province canadienne de l'Île-du-Prince-Édouard qu'elle forme avec le lieutenant-gouverneur, représentant du souverain dans la province. 
L'Assemblée législative est composée de 27 députés.

## Mode de scrutin
L'assemblée législative est composée de 27 sièges pourvus pour quatre ans au scrutin uninominal majoritaire à un tour. Chaque circonscription représente environ 5 000 personnes.
Hormis les cas de convocation anticipée des élections par le lieutenant-gouverneur, celles-ci ont normalement lieu le premier lundi d'octobre de la quatrième année suivant le précédent scrutin.

## Composition actuelle
| Parti politique | Parti politique           | Députés |
| --------------- | ------------------------- | ------- |
|                 | Progressiste-conservateur | 22      |
|                 | Parti libéral             | 3       |
|                 | Vert                      | 2       |
| Total           | Total                     | 27      |